# Johannes Dillner
Harald Johannes Dillner, född 9 januari 1903 i Skellefteå, död 27 juni 1984, var en svensk jurist och ämbetsman.

## Biografi
Johannes Dillner avlade studentexamen i Stockholm 1922 och juris kandidatexamen 1927. Han blev amanuens i Ecklesiastikdepartementet 1932, kanslisekreterare 1933, föredragande i Regeringsrätten 1935, 1:e kanslisekreterare  i Ecklesiastikdepartementet 1938, kansliråd 1946 (tillförordnad 1935) och expeditionschef 1952. Han blev kanslichef vid Statens sakrevision 1944 och ledamot av Statens organisationsnämnd 1944. Johannes Dillner var regeringsråd 1958–1960. Han utnämndes 1949 till odontologie hedersdoktor i Stockholm.
Johannes Dillner hade en rad uppdrag inom det statliga utredningsväsendet, inte minst i utbildningsfrågor. Han var ledamot i verkstadsskoleutredningen 1938, i utredningen rörande organisatoriska åtgärder för den medicinska forskningens främjande 1943, 1945 års folkskolesakkunniga,  utredningen rörande Stockholms högskolas ekonomiska förhållanden 1946 samt sakkunniga rörande Stockholms högskolas och Göteborgs högskolas framtida ställning 1947. Han var ordförande för 1954 års medicinska utrustningskommitté. Han satt i styrelsen för Stockholms högskola 1949–1960, var sekreterare i Tandläkarhögskolans styrelse 1942–1953 och ordförande för Nobelstiftelsens revisorer 1953–1959. Han utsågs 1959 till ordförande i Utrustningsnämnden för universitet och högskolor, 1960 till ordförande i Nämnden för undervisningshjälpens utbyggande och samma år till ordförande i Centrala regionsjukvårdsnämnden. Han var verkställande direktör för Stim 1944–1945.
Johannes Dillner var son till Herman Dillner och Anna Odelberg. Han var från 1936 gift med gymnastikdirektör Madeleine Hamilton, dotter till generaldirektören Adolf Hamilton och Kerstin Sparre. Makarna Dillner är begravna på Solna kyrkogård.

## Utmärkelser
- Kommendör med stora korset av Nordstjärneorden 1970
- Kommendör av Nordstjärneorden av 1. klassen 1961
- Kommendör av Dannebrogorden
- Kommendör av Sankt Olavs orden
- Kommendör av Österrikiska republikens förtjänstorden av 1. klassen
- Riddare av Finlands Vita Ros’ orden av 1. klassen